# Cheryl Mason
Cheryl Mason es un personaje y principal protagonista del título de Silent Hill. Pero es un personaje muy influyente en las demás partes de la saga.

## Biografía
Ocho años antes del primer juego, Alessa Gillespie dividió su alma en un ritual realizado por su propia madre, Dahlia Gillespie. El alma se manifestó en forma de un bebé. La pareja formada por Harry Mason y su esposa, lo encontraron a un lado de la carretera y deciden adoptarlo y llamarlo Cheryl.
La madre adoptiva de Cheryl se puso gravemente enferma y murió cuando ella tenía tres años. Cheryl fue probablemente demasiado joven para darse cuenta de lo que había sucedido. Ella no se vio afectada por la pérdida y continuó con su vida como una niña normal. Harry, sin embargo, cargó por los dos por la pérdida de su mujer y se apegó a Cheryl, que se convirtió en su mayor razón para vivir. Cuando Cheryl tenía siete años, sugirió a Harry (que todavía estaba de duelo por la pérdida de su esposa) que se tomaran unas vacaciones en el pueblo llamado Silent Hill. Ella le convenció de que sería una buena idea, y Harry aceptó la idea.
El pasatiempo favorito de Cheryl es dibujar, pasa la mayor parte del tiempo de camino a Silent Hill con su libro de colorear, que Harry le regaló en su quinto cumpleaños. El dibujo es como un refugio para Cheryl - un mundo propio que la protege del exterior.

## Silent Hill
De camino a Silent Hill en coche, Harry ve a Alessa en las afueras de la ciudad y se desvía para evitarla. Sufren un accidente con el coche y Harry es golpeado hasta quedar inconsciente. Cuando despierta, descubre Cheryl ha desaparecido.
Cheryl es también vista por Cybil cuando ella estaba buscando Bachman por las calles de Silent Hill, si la niña que vio fue Cheryl o no lo fue, eso no lo sabemos.
En los finales del juego Bad y Bad+, la voz de Cheryl le da las gracias a Harry por todo antes de despedirse por última vez. En los finales Good y Good+, la voz de Cheryl sólo dice papá antes de que Alessa abra un camino para que Harry escape. Alessa le da a Harry un bebé, que es a la vez Cheryl / Alessa reencarnado.

## Silent Hill 3
Silent Hill 3 tiene lugar 17 años después de Silent Hill, teniendo en cuenta los finales buenos del juego.
Cheryl/Alessa reaparecen como Heather Mason. Cuando el "Incubator" le da a Harry el bebé, la reencarnación de ella misma, Harry considera como a Cheryl. Esto explica porque 

Confieso que tuve dudas la primera vez que cogí este bebé. ¿Podré llegar a amarla? Su existencia es completamente inexplicable. Pensé, "Ella podría ser aquella joven mujer que me arrebató a mi amada hija." Eso me llevó a la más profunda tristeza, la ira...hubo momentos en los que puse mis manos alrededor de su diminuta garganta.

Incluso consideré abandonarla. Mostrando la horrible persona que soy. Pero decidí quedarme junto a ella después de todo. Simplemente no podía dejarla ir. Cuando ella...cuando me miras, sonries, tanto...
Tampoco ahora puedo olvidar a aquella muchacha. Pero te quiero. No tengo dudas. Es todo lo que te pido que creas.
Harry Mason.

A la edad de 5 años, Harry y su bebé fueron atacados por miembros de un culto, lo que causó una investigación por asesinato en Nueva Inglaterra provocado porque Harry mató a uno de los atacantes. Harry tiñó de rubio al bebé, se mudaron a otra ciudad, y la llamó Heather.
En el final correcto y original de este juego, Heather vuelve a usar el nombre de Cheryl.

## Silent Hill Origins
En el buen final de Silent Hill Origins, aparece una transmisión de radio con las voces su madre y su padre cuando hallan al bebé a un lado de la carretera.
Aunque tiene otros dos finales alternativos aparte de este.

## Silent Hill: Shattered Memories
Cheryl aparece en Silent Hill: Shattered Memories, manteniendo el mismo papel que hizo en el primer juego.

## Silent Hill
En la película Silent Hill, Cheryl fue adaptada para la versión cinematográfica de Silent Hill 1 y se le dio el nombre de Sharon Da Silva. Su papel como la mitad del alma de Alessa y la hija adoptiva de la protagonista se mantiene, aunque su edad cambia. Al principio de la película, Sharon muestra sufrir un trastorno que le provoca sonambulismo. Al igual que Cheryl, Sharon desaparece inmediatamente después de un accidente de coche desde el principio.

## Otras apariciones
Cheryl aparece en el videojuego Dead by Daylight como personaje jugable junto a Pyramid Head.

## Curiosidades
- Originalmente se iba a llamar Dolores, ya que Harry y Cheryl están (muy ligeramente) basados en Humbert y Dolores de la novela Lolita, pero hubo una feroz oposición y fue rechazado. El nombre original viene de Sheryl Lee, pero no hay un significado especial.

- El personaje de Shattered Memories fue vendido por 25 millones de dólares a Danika Diamond.

- Datos: Q16938250